# Tribunus angusticlavius
Tribunus angusticlavius (dobesedno tribun z ozkim trakom) je bil v obdobju Rimske republike in Principata  visok vojaški častnik v rimski legiji.
Tribunus angusticlavius je bil nižji vojaški tribun, star vsaj 20 let, izbran izmed pripadnikov konjeniškega reda. V nasprotju z njim je bil s tribunus laticlavius  izbran iz razreda senatorjev. V vsaki legiji je bilo pet nižjih tribunov, prepoznavnih po ozkem vijoličnem traku (angustus clavus ali angusticlavus) na njihovih tunikah. Tribuni so morali imeti predhodne vojaške izkušnje. Pred imenovanjem za tribuna so bil običajno prefekti pomožne kohorte. Njihove naloge so bile različne. Večinoma so opravljali štabne naloge ali pa so poveljevali dvem kohortam.
Naslednja stoppnja v njihovem napredovanju je bil pogosto prefekt 500-članske enote konjenice (ala). V rimskih legijah je bilo istočasno 141 prefektov.